# Umm el-Qa'ab
Umm El Qa`āb, včasih tudi Umm El Ga'ab (arabsko أم القعاب‎‎) je nekropola prve in druge dinastije egipčanskih faraonov, ki so vladali v Abidosu v Gornjem Egiptu. Njeno sodobno ime pomeni Mati loncev, ker je celo področje nastlano s črepinjami lončene posode, v kateri so darovali bogovom. 
Območje je bilo mesto čaščenja in molitev starih Egipčanov. Do obdobja Srednjega kraljestva je bilo najmanj eno kraljevsko grobišče izkopano in obnovljeno za svečenike boga Ozirisa.
Grobišče sta prva raziskovala francoski koptolog, egiptolog in arheolog  Émile Amélineau v 1890. letih, bolj sistematično pa angleški egiptolog  William Matthew Flinders Petrie v letih 1899-1901. Kasneje so od 1970. let grobišče večkrat raziskovali arheologi Nemškega arheološkega instituta. Njihove raziskave so omogočile popolno rekonstrukcijo izvirnega tlorisa nekropole in videza grobnic.

## Preddinastične grobnice
- U-j – neznan vladar, morda Škorpijon I., ker so v grobnici našli insignije škorpijona
- B1/B2 – Iri-Hor[3]
- B7/B8/B9 – Ka

## Grobnice prve dinastije
Ta del nekropole je znan kot Pokopališče B. Na njej so pokopani faraoni Prve dinastije in zadnja dva faraona Druge dinastije.
- B17/B18 – Narmer[4]
- B10/B15/B19 – Aha[5]
- O – Džer[6]
- Z – Džet[7]
- Y – Merneit[8]
- T – Den[9]
- X – Anedžib[10]
- U – Semerkhet[11]
- Q – Qa'a[12]

## Grobnice druge dinastije
Zadnja dva faraona iz Druge dinastije so ponovno pokopali v bližini njihovih predhodnikov in  oživili prakso gradnje pogrebnih prostorov, ograjenih z zidom iz blatnih zidakov. 
- P – Peribsen[13]
- V – Kasekemui[14]

Kasekemuijeva grobnica je bila zelo obsežna. Imela je več med seboj povezanih prostorov iz blatnih zidakov.  Pogrebna soba je bila sezidana iz klesanih apnenčastih blokov.  Grobnico je izkopal Petrie leta 1901 in v njej našel žezlo, okrašeno s karneoli in zlatom, vaze iz apnenca z zlatimi pokrovi, vrč in  bronasto skodelo.

## Žrtvovanje ljudi
V obdobju Prve dinastije je k pogrebnim slovesnostim spadalo tudi žrtvovanje ljudi. Ob Džerjevi grobnici je bilo pokopanih 338 žrtvovanih ljudi. Od žrtvovanih ljudi živali, na primer oslov, so pričakovali, da bodo faraonovi pomočniki v njegovem posmrtnem življenju. Zgleda, da so bili Džerjevi dvorjani zadavljeni in takoj zatem pokopani. V Drugi dinastiji so žrtvovanje ljudi iz neznanega vzroka opustili. Človeške žrtve so zamenjali shabtiji.